# Хосе Луїс Моралес
Хосе́ Луї́с Мора́лес Нога́лес (ісп. José Luis Morales Nogales; 23 липня 1987 року, Мадрид, Іспанія) — іспанський футболіст, нападник клубу «Леванте».

## Клубна кар'єра
Уродженець Мадриду Моралес є вихованцем клубу «Брунете» хоча в юнацькому віці перебував на оглядинах столичного «Реалу». На дорослому рівні нападник дебютував у складі «Парли», за яку відіграв чотири сезони.
У 2010 Хосе уклав однорічну угоду з командою «Фуенлабрада», забивши за сезон 20 м'ячів.
1 липня 2011 року Моралес приєднався до резервної команди «Леванте» відзначившись 14-ма голами у 41-у матчі. 17 квітня 2013 року він погодився на новий дворічний контракт і був переведений до основного складу команди «Леванте».
30 липня 2013 року Моралес на правах оренди перейшов до клубу «Ейбар». 18 серпня відіграв першу гру у переможному виїзному матчі 2–1 над «Реал Хаен».
27 жовтня 2013 року нападник став автором голу в переможній грі 2–0 над клубом Барселона Б. У тому сезоні Хосе додав ще два голи, а його клуб уперше в історії вийшов до Ла-Ліги.
Повернувшись до «Леванте», Моралес дебютував у топ-лізі 30 серпня 2014 року в матчі проти «Атлетік» (Більбао) в якому поступились 0–3. Свій перший гол забив 4 жовтня у ворота свого колишньої команди «Ейбар», матч завершився внічию 3–3.
29 травня 2015 року Моралес продовжив контракт з клубом до 2019 року. У сезоні 2018–19 він забив 12 голів, додавши п’ять результативних передач.
Моралес у сезоні 2020–21 записав до активу 13 м'ячів. У наступному сезоні увійшов до топ-десять найкращих бомбардирів.
24 червня 2022 року клуб «Вільярреал» та гравець уклали чотирирічний контракт. 6 жовтня оформив свій перший хет-трик за «Вільярреал» в матчі групового раунду Ліги конференцій проти віденської «Аустрії» (5:0).
26 листопада 2023 року в матчі проти «Осасуни» (3:1) відзначився своїм першим хет-триком в Ла-Лізі і другим за клуб. 4 лютого 2024 року матч проти «Кадіса» став для нього ювілейним, 300-м, в Ла-Лізі.
5 липня 2024 року Хосе підписав однорічну угоду з клубом «Леванте».

## Досягнення
«Ейбар»
- Сегунда Дивізіон: 2013–14[28]

«Леванте»
- Сегунда Дивізіон: 2016–17[29]